# Weigela
Genre
Classification phylogénétique
Le genre Weigela (ou Weigelia) regroupe une dizaine d'espèces d'arbustes originaires d'Extrême-Orient, de la famille des Caprifoliacées selon la classification classique, ou des Diervillacées selon la classification phylogénétique. Plusieurs sont cultivées comme plantes ornementales.

## Origine
Toutes les espèces du genre Weigela sont originaires d'Extrême-Orient. Plusieurs espèces ont été introduites en Europe à la fin du XIXème  siècle. Le nom de Weigel provient de C.E. von Weigel (1748-1831) professeur de botanique, chimie, minéralogie et pharmacie.

## Liste d'espèces
Selon ITIS (5 octobre 2024) :
- Weigela floribunda (Siebbold & Zucc.) K. Koch
- Weigela florida (Bunge) A. DC.
- Weigela japonica Thunb.

Selon NCBI (5 octobre 2024) :
- Weigela coraeensis
- Weigela decora
- Weigela floribunda
- Weigela florida
- Weigela hortensis
- Weigela japonica
- Weigela maximowiczii
- Weigela middendorffiana
- Weigela praecox
- Weigela subsessilis
- Weigela toensis

## Description et utilisation
Les Weigelas sont des arbustes à fleurs blanches, roses ou rouges. Les espèces du genre Weigela sont allogames à fécondation entomophile et incapables de se croiser avec d'autres espèces des genres voisins présents en France. Ce sont des espèces pérennes se multipliant spontanément par graines dans la nature. Les genres voisins sont les viornes (Viburnum) et les chèvrefeuilles (Lonicera)
Les variétés cultivées comme plantes ornementales sont multipliées végétativement par bouturage.
Les Weigelas s'adaptent à de nombreuses conditions pédoclimatiques et ne possèdent pas de bio-agresseurs en France. Ils sont maintenant très appréciés des entreprises d'espaces verts et des jardiniers amateurs. Ils font partie des dix espèces d'arbustes à fleurs les plus cultivées.

## Photos

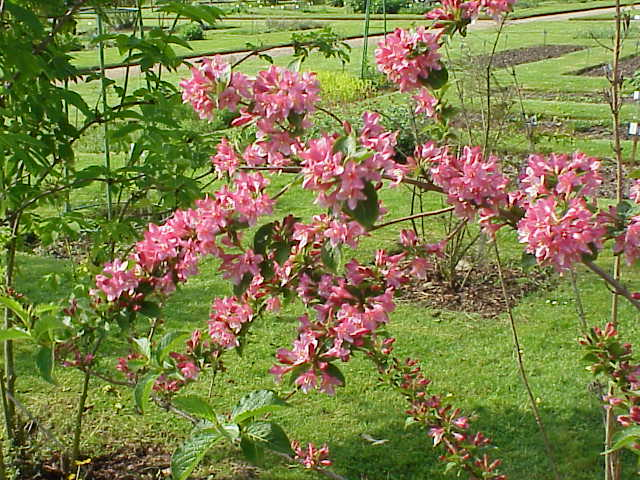
Weigela florida
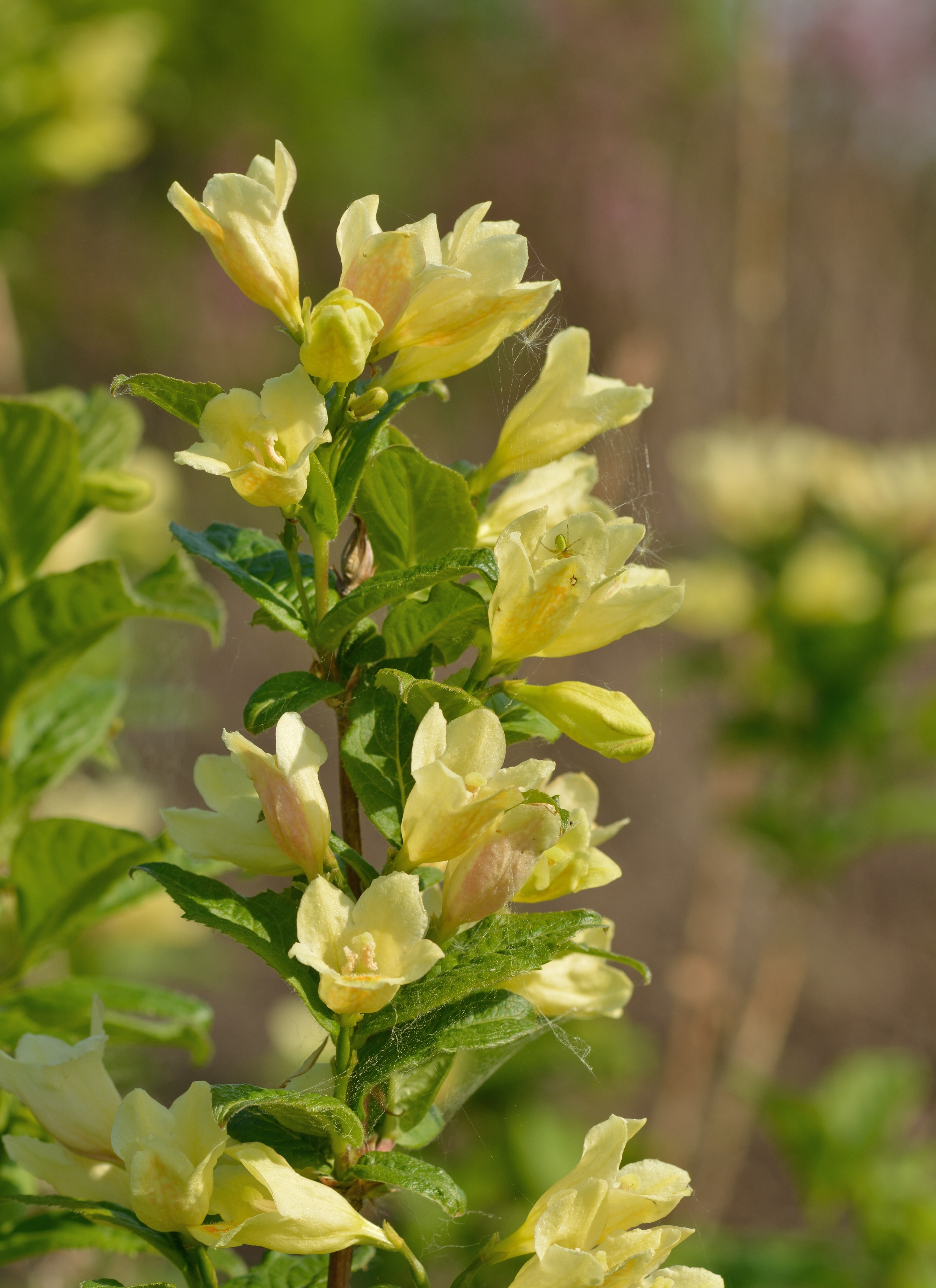
Weigela middendorffiana